# Mimul Mișu

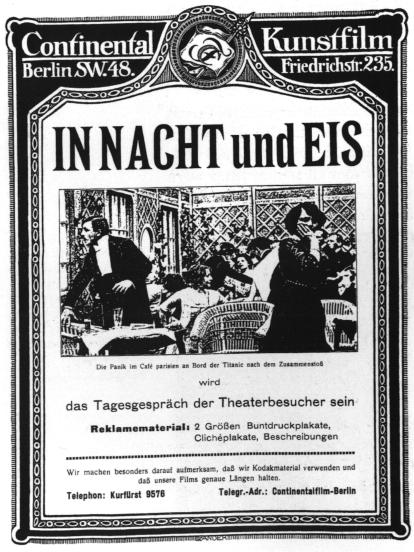
Poster pentru In Nacht und Eis, regia Mimul Mișu.

Mimul Mișu (n. 21 ianuarie 1888, Botoșani, România – d. 28 iulie 1953, Antwerpen, Flandra, Belgia) (n. Mișu Roșescu) a fost un balerin, artist de pantomimă, actor de film și regizor român. În 1912 a scris și regizat primul lungmetraj despre scufundarea RMS Titanic, In Nacht und Eis, lansat în august 1912 la patru luni după dezastru.

## Biografie
Mimul Mișu s-a născut în orașul târg Botoșani, România, într-o familie de artiști. A fost nepotul renumitei Rahel. A fost de mic pe scenă la balet și pantomimă și a dat dovadă de talent suficient pentru a primi un loc liber la Academia de Artă din București. În timpul studiilor a fost repartizat la Teatrul Național Regal, iar după absolvirea cu distincție a jucat cu succes în teatrele de provincie din România. În 1900 a cântat la Târgul Mondial din 1900 de la Paris, apoi și-a dus propriile producții la Berlin, Viena, Budapesta și Londra.